# Afrocanadencs
Els afrocanadencs o negres canadencs són les persones que tenen avantpassats africans que són ciutadans o residents del Canadà. De manera més concreta, aquests termes s'utilitzen per a referir-se als canadencs que tenen tots o una part dels avantpassats africans. La majoria dels canadencs negres tenen origen caribeny.
Els afrocanadencs i els altres canadencs distingeixen entre els canadencs negres afrocaribenys i els que no ho són. De vegades es fa servir el terme afrocanadencs per part dels negres canadencs per tal de traçar l'herència que els han deixat els primers esclaus que foren portats pels colonialistes francesos o britànics a l'Amèrica del Nord però la majoria dels negres canadencs que afrocaribenys refusen aquest terme perquè no es refereix a la seva herència caribenya i s'identifiquen a si mateixos com canadencs caribenys. Així com als Estats Units el terme més acceptat és el d'afroamericans, al Canadà es fa servir més el de negres canadencs o canadencs negres.
Els canadencs negres han contribuït a nombrosos aspectes de la cultura del Canadà. Els canadencs negres són la tercera minoria més nombrosa del Canadà després dels canadencs del sud-est asiàtic i els xinesos canadencs.

## Població
Segons el cens de 2006, 783.795 canadencs s'identificaren a si mateixos com negres. Eren el 2,5% del total de la població del Canadà. L'11% del total de la població s'identificaven a si mateixos com mulats. Les cinc províncies en les quals hi havia més negres canadencs eren Ontario, Quebec, Alberta, British Columbia i Nova Escòcia. Les tres àrees metropolitanes amb més negres canadencs eren Toronto, Montreal, Ottawa, Calgary, Vancouver, Edmonton, Hamilton, Winnipeg, Halifax i Oshawa. Segons el cens de 2011 hi havia un total de 945.665 afrocanadencs, que representaven el 2,9% del total de la seva població.

### Demografia
Algunes vegades s'ha reclamat que els canadencs negres havien rebut un tracte discriminatori en les estadístiques canadenques. Segons George Elliott Clarke, en el cens de 1991 no s'hi van comptar el 43% dels afrocanadencs perquè ells mateixos s'identificaven com britànics, francesos o altres identitats culturals que no estaven inclosos en el grup censal de cultures negres.

## Terminologia
Hi ha controvèrsies entre la comunitat dels afrocanadencs sobre el nom que els ha de definir. Molts canadencs d'origen afrocaribeny no estan d'acord amb aquest terme, ja que diuen que invisibilitza la seva pròpia història i cultura i per això el seu ús no és tant habitual com el del terme afroamericà entre els estatunidencs.
A més a més els afroamericans de Nova Escòcia són un grup ètnic propi que tracen la seva existència al Canadà des d'abans del segle xviii i utilitzen tant el terme d'afrocanadencs com el de canadencs negres. Per exemple hi ha una Oficina per als Afers dels Afro-nova escocesos i un Centre Cultural Negre de Nova Escòcia.
Els canadencs caribenys solen utilitzar el terme de canadencs negres per a referir-se a la seva herència caribenya, tot i que el seu ús és controvertit perquè al carib no només hi ha poblacions d'origen africà, si no també d'origen asiàtic, europeu i pròpiament indígena. Per tal de solucionar aquesta controvèrsia de vegades es fa servir el terme d'afrocaribenys canadencs, tot i que no gaudeix d'un ús comú.
Hi ha altres termes definitoris més específics com jamaicans canadencs, haitians canadencs o "ghanaians canadencs". El 2014, de totes maneres, aquests no eren una alternativa que superava el terme de "canadencs negres" que és acceptat pels membres de la comunitat afrocaribenya que viuen al Canadà, els nous immigrants d'origen africà i els immigrants afroamericans estatunidencs com un nom que es refereix a tots ells.
Una altra pràctica comuna que té un ús acadèmic però que encara no gaudeix d'un ús global és referir-se a les comunitats africanes i caribenyes. Per exemple una organització sanitària dedicada a l'educació i prevenció contra el SIDA entre la comunitat dels canadencs negres es diu African and Caribbean Council on HIV/AIDS, la publicació periòdica de Toronto Pride, es refereix a si mateixa com una nova revista afrocanadenca i afrocaribenya i l'emissora de ràdio afro de Toronto, G98.7 es va anunciar com una xarxa radiofònica afrocaribenya del Canadà.

## Història
Un dels aspectes més destacats de la història dels negres del Canadà és que mentre que la majoria dels afroamericans estatunidencs tracen la seva presència als Estats Units a través de la història de l'esclavitud, ells es van assentar al territori a través de la immigració voluntària. Tot i això, hi havia diverses dinàmiques que podien complicar les relacions interpersonals i interculturals entre els descendents dels negres lleials de Nova Escòcia, els descendents d'antics esclaus dels Estats Units que veien el Canadà com una promesa de llibertat al final del Ferrocarril Subterrani i els immigrants més recents del Carib o d'Àfrica. L'únic element en comú que els uneix és que ells o els seus avantpassats es van assentar al Canadà de manera voluntària.

### Primers africans al Canadà
Mathieu de Costa és considerat el primer negre lliure que va anar a viure al Canadà. Viatjava amb el navegant Samuel de Champlain i va arribar a Nova Escòcia entre el 1603 i el 1608 com a intèrpret de l'explorador francès Pierre Dugua de Mons. El primer negre conegut que es va assentar al Canadà fou un esclau de Madagascar que es deia Olivier Le Jeune, que era parcialment d'origen malai. El primer grup de negres que van arribar al Canadà fou un grup d'homes lliures que servien a l'exèrcit francès, alguns dels quals eren treballadors no remunerats.

### Afroamericans durant la Revolució americana
A l'època de la Revolució americana els estatunidencs van haver de decidir la seva llei futura. Els que foren lleials a l'Imperi Britànic foren anomenats legalistes a l'Imperi Unit. Els legalistes blancs es van emportar els seus esclaus afroamericans. S'estima que aquests últims foren uns 2.500 individus. A més a més, els britànics també van evacuar uns 3.500 antics esclaus que havien obtingut la llibertat en la Proclamació de Dunmore que garantia la llibertat als esclaus que s'havien escapat dels seus propietaris i que havien treballat per als britànics, convertint-se en el Lord Dunmore's Ethiopian Regiment i enviats a Nova Escòcia. Hi va haver altres negres que van anar a viure cap a l'Amèrica del Nord britànica i que es van assentar sobretot a Nova Escòcia. Aquests últim grup estava compost sobretot de viatgers i treballadors i van anar a viure sobretot a Birchtowh, a prop de Shelburne. Nova Brunswick fou a un lloc a on també s'hi va assentar un grup d'afrocanadencs. Alguns dels refugiats ja havien estat lliures abans de la guerra i van anar amb altres refugiats a Nova Escòcia perseguint les promeses britàniques d'igualtat. La llei de la ciutat de Saint John va ser modificada el 1785 per a excloure de manera específica els negres de la pràctica del comerç, la venda de béns, la pesca al port i d'assolir el nivell d'homes lliures, disposició que va durar fins al 1870.
A Shelburne (Nova Escòcia) hi va haver el primer disturbi racial el 1782 després que els soldats blancs havien atacat els colons afroamericans que ocupaven els llocs de treball que els soldats esperaven. Com que el govern britànic no havia complert les promeses i a la discriminació per part dels colons blancs, el 15 de gener de 1792 van abandonar Nova Escòcia i fer la ciutat de Freetown, a l'actual Sierra Leone. Aquests, juntament amb altres grups de negres lliures com d'afroanglesos pobres es van convertir amb els krio, els criolls de Sierra Leone.

### Cimarrons del Carib
El 26 de juny de 1796 543 cimarrons jamaicans foren deportats amb els vaixells Dover, Mary i Anne des de Jamaica després que participessin en un motí contra el govern colonial britànic. La seva primera destinació era el Baix Canadà però el 21 de juliol van arribar a Nova Escòcia. En aquesta època Halifax estava experimentant el seu boom de la construcció més gran per a modernitzar les defenses de la ciutat encapçalat pel príncep Eduard del Regne Unit (duc de Kent i de Streathem). Això havia creat una demanda de treballadors. El príncep es va impressionar amb els cimarrons jamaicans i els va posar a construir la Ciutadella de Halifax, el Palau del Governador i altres edificis de la ciutat. Com que el Govern de Jamaica va enviar-hi fons, aquests es van reassentar. Van comprar 5.000 acres de terres i els cimarrons van obtenir petits lots de terra que van intentar plantar tot i que no era fèrtil. Com que els anteriors que hi vivien eren pobres, van ocupar una terra no productiva a Preston i per això no van poder prosperar. Els agricultors cimarrons van tenir dificultats a Nova Escòcia perquè allà el temps no permetia el cultiu dels seus aliments tradicionals com el plàtan, el nyam, la pinya i el cacau. Hi va haver pocs cimarrons jamaicans que van ser traslladats a Boyville per a buscar millors terres. El sotsgovernador britànica, Sir John Wentworth es va esforçar a canviar les creences i la cultura dels cimarrons introduint-los a la fe cristiana. El govern de Jamaica va aportar fons per a adquirir i sostenir una escola i educació religiosa. Els cimarrons no estaven interessats en la conversió al cristianisme. Eren obstinats i no treballaven per menys diners que una persona blanca.
El 1796-1797, després de patir un hivern frígid, Wentoworth va informar als cimarrons al seu desig que els enviessin a l'Índia o algun altre lloc de l'est, ja que allà hi gaudirien d'un clima millor. Wentworth i el govern britànic van començar converses amb la Companyia de Siera Leone per enviar-los a Sierra Leone el 1799. El govern de Jamaica ja havia previst enviar-los a Sierra Leone, cosa que la commpanyia ce Sierra Leone ho havia rebutjat. Tot i que aquesta continuava amb la mateixa opinió, fou persuadida a acceptar els colons cimarrons. El 1800 els cimarrons van abandonar Nova Escòcia i van arribar el 30 de setembre del mateix any a Freetown (Sierra Leone). Quan van arribar a Àfrica Occidental van ser utilitzats per a sufocar un aixecament entre els colons que estaven descontents pel tracte que rebien de la Companyia de Sierra Leone.

### L'abolició de l'esclavitud
El clima del Canadà va fer que mantenir esclaus durant tot l'any fos antieconòmic, a diferència de l'agricultura de plantació que es practicava al sud dels Estats Units i el Carib. No tots els amos d'esclaus eren homes blancs; per exemple el líder mohawk Joseph Brant tenia en propietat una noia afroamericana que es deia Sophia Burthen Pooley. El 1793, el primer tinent-governador de l'Alt Canadà, Johan Graves Simcoe va intentar abolir l'esclavitud. En el mateix any, la nova Assemblea Legislativa va ser la primera entitat de l'Imperi Britànic que va restringir l'esclavitud amb la Llei contra l'Esclavitud del Canadà, que va fer que els esclaus que hi havia ho continuessin sent fins a la seva mort però que va garantir que els fills de les dones esclaves s'alliberessin quan complissin 25 anys.
El 1800 es va abolir l'esclavitud a totes les colònies de l'Amèrica del Nord britànica i el 1834 fou declarada il·legal a tot l'Imperi Britànic. Aquest fet va fer que el Canadà esdevingués una destinació atractiva per als esclaus dels Estats Units. A més a més el 24 de març de 1837 els homes negres van obtenir el dret a vot al Canadà.

### Guerra anglo-americana de 1812-1815
Entre el 1813 i el 1815 hi va haver una nova onada migratòria de refugiats negres cap al Canadà. Eren refugiats de la Guerra del 1812 van fugir sobretot de Badia de Chesapeake i les Sea Islands (Geòrgia i es van assentar a Hammonds Plains, Beechville, Lucasville (Nova Escòcia), North Preston (Nova Escòcia), East Preston i Africville (Nova Escòcia). Richard Pierpoint, un lleialista negre que havia nascut al Senegal al voltant del 1744 i que vivia a prop de l'actual St. Catharines (Ontario) es va oferir a organitzar un Cos d'Homes de Color, cosa que es va rebutjar tot i que un oficial blanc fa crear la Captain Runchey's Company of Coloured Men, un petit cos de l'exèrcit de persones negres que va lluitar a les Queenston Heights (Ontario) i van defensar el Fort George d'Ontario en l'intent d'invasió del Canadà per part de l'exèrcit estatunidenc.

### El Ferrocarril Subterrani
Un nombre considerable dels avantpassats dels afroamericans de Nova Escòcia i del sud d'Ontario van utilitzar el Ferrocarril Subterrani per fugir dels Estats Units cercant refugi al Canadà. Des de finals de la dècada de 1820 fins al 1861, quan va començar la Guerra Civil dels Estats Units, el Ferrocarril Subterrani va portar desenes de milers d'esclaus fugitius al país. Després de l'emancipació molts d'ells van retornar als Estats Units, però un nombre important d'afroamericans es van assentar al sud d'Ontario i a altres poblacions com Toronto.

### Costa Oest
El 1858, James Douglas, governador de la colònia britànica de l'Illa de Vancouver, va respondre a una pregunta d'un grup de negres de San Francisco sobre les possibilitats d'assentar-se a la seva jurisdicció. El governador Douglas, la mare del qual era una criolla lliure, els va contestar favorablement i durant el brot de la Febre de l'or del massís Cariboo desenes d'immigrants afroamericans estatunidencs van viatjar cap a Victoria (Colúmbia Britànica). Dos d'aquests, Peter Lester i Mifflin Gibbs, van esdevenir mercaders destacats i el segon fou elegit per al Consell de la Ciutat a la dècada de 1860.

### Restriccions migratòries
A finals del segle xix tenia una política no oficial que restringia la immigració de negres. L'important influx d'immigrants d'Europa i els Estats Units en el període previ a la Primera Guerra Mundial només va tenir una petita presència de persones d'origen africà. Això va ser formalitzat el 1911 pel Primer Ministre Sir Wilfrid Laurier:  " "His excellency in Council, in virtue of the provisions of Sub-section (c) of Section 38 of the Immigration Act, is pleased to Order and it is hereby Ordered as follows: For a period of one year from and after the date hereof the landing in Canada shall be and the same is prohibited of any immigrants belonging to the Negro race, which race is deemed unsuitable to the climate and requirements of Canada."  ("La seva excel·lència en el Consell, en virtut del que disposa la subsecció (c) de l'article 38 de la Llei d'Immigració, es complau a la comanda i s'ordena de la següent manera: Per un període d'un any a partir d'aquesta data, es prohibeix l'entrada de qualsevol immigrant negre, ja que és una raça que es considera inadequada per al clima i els requisits del Canadà".

### Principis del segle XX

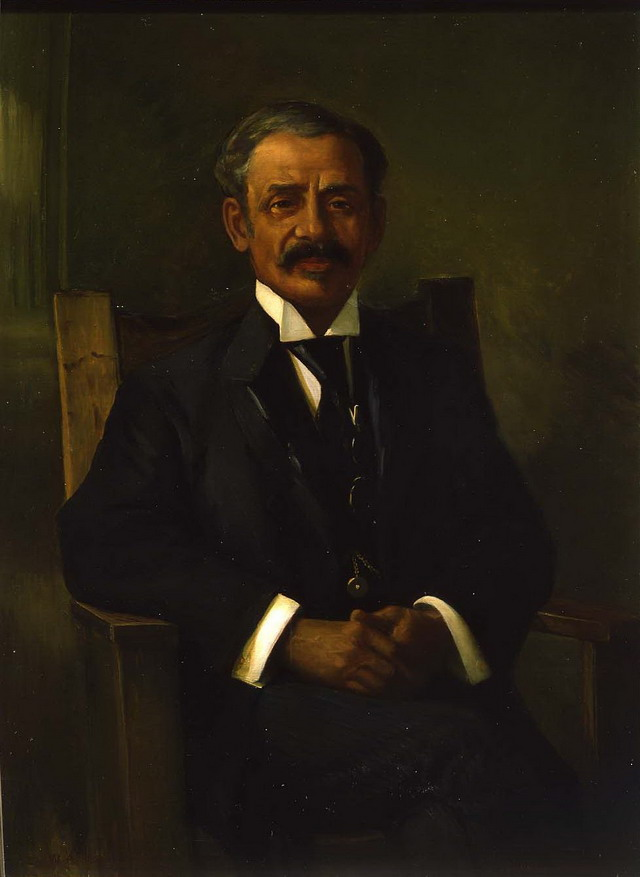
William Peyton Hubbard fou el primer ciutadà negre a ser elegit per un treball públic.

El flux entre els Estats Units i el Canadà va continuar durant el segle xx. A la dècada de 1920 hi va haver una onada d'immigració protagonitzada pels afrocaribenys que van anar a treballar a les fàbriques d'acer de Cap Bretó per a substituir els que havien arribat des d'Alabama el 1899. Alguns negres canadencs remunten la seva ascendència a les persones que van fugir degut el racisme d'Oklahoma i altres estats de les Grans Planes l'any 1900 i es van establir a Alberta i Saskatchewan. (hi ha exemples d'enterraments d'aquests al cementiri de l'església baptista Shiloh de Saskatchewan.) Tot i que ells buscaven la "Terra Promesa", quan van arribar al Canadà també hi van trobar racisme. Hi va haver molts assistents del ferrocarril del Canadà que van arribar dels Estats Units, sobretot de Nova York i Washington DC que es van assentar principalment a Mont-real, Toronto, Winnipeg i Vancouver. A la dècada de 1920 fou notable el cas de Matthew Bullog, que va fugir al Canadà per a fugir d'un linxament públic a Carolina del Nord.

### Finals del segle XX i principis delseglexix
El 1962 es van eliminar les restriccions racials en les lleis d'immigració. Aquest fet va coincidir amb la fi de l'Imperi Britànic al Carib, cosa que va provocar que a mitjans de la dècada de 1960 hi havia uns 15.000 immigrants caribenys que vivien a Toronto. En les dècades següents, centenars de milers de negres van arribar al país i van arribar a ser el principal grup de població negre del Canadà. Des de llavors, el Canadà també va rebre un nombre significatiu d'immigrants provinents d'Àfrica, com va passar als Estats Units i a Europa. Entre aquests hi ha un gran nombre de refugiats i d'immigrants que volien millorar les seves condicions econòmiques. En l'actualitat, molts dels canadencs negres tenen un origen caribeny, alguns són d'origen africà recent i també hi ha un petit nombre d'individus que han immigrat d'Amèrica Llatina.
De totes maneres, hi ha un nombre considerable de canadencs negres que són descendents dels esclaus afroamericans estatunidencs alliberats que encara conformen comunitats a Nova Escòcia i a zones del sud-oest d'Ontario. Alguns d'aquests s'han casat amb canadencs de la comunitat blanca i molts han perdut la seva identitat ètnica. També n'hi ha hagut que han tornat als Estats Units. Per exemple a Bangor (Maine) hi ha una comunitat d'afrocanadencs que provenen de les províncies marítimes del Canadà.
Igual que altres immigrants recents del Canadà, els immigrants negres s'han assentat sobretot a les províncies a on es parla la llengua del seu país d'origen. Així, el 2001, el 90% dels immigrants haitians vivien al Quebec, mentre que el 85% dels immigrants jamaicans vivien a Ontario.
El 1975 es va inaugurar un museu que honorava la història dels canadencs negres a Amherstburg (Ontario) que es diu Museu d'Història dels Nord-americans Negres (North American Black Historical Museum). Aquest fou visitat diverses vegades per Rosa Parks. Al Canada atlàntic hi ha el museu Black Cultural Centre for Nova Scotia (Centre Cultural Negre de Nova Escòcia) a Cherrybrook (Nova Escòcia).

## Estadístiques
- Al voltant del 30% dels canadencs negres són d'origen jamaicà.[43]
  - Un adiccional 32% són d'origen d'arreu del Carib o Bermuda.[36]
- El 60% dels canadencs negres tenen menys de 35 anys.[36]
- El 57% dels canadencs negres viuen a la província d'Ontario.[44]
- El 97% dels canadencs negres viuen en zones urbanes.[36]
- Hi ha més de 32.000 dones negres que homes al Canadà.[10]

A continuació hi ha una llista de les províncies pel nombre de canadencs negres i els percentatges:
| Província                | Negres 2001 | % 2001 | Negres 2011 | % 2011 |
| ------------------------ | ----------- | ------ | ----------- | ------ |
| Ontario                  | 411,090     | 3,6%   | 539,205     | 4,3%   |
| Quebec                   | 152,195     | 2,1%   | 243,625     | 3,2%   |
| Alberta                  | 31,395      | 1,1%   | 74,435      | 2,1%   |
| Colúmbia Britànica       | 25,465      | 0,7%   | 33,260      | 0,8%   |
| Nova Escòcia             | 19,670      | 2,2%   | 20,790      | 2,3%   |
| Manitoba                 | 12,820      | 1,2%   | 19,610      | 1,7%   |
| Saskatchewan             | 4,165       | 0,4%   | 7,255       | 0,7%   |
| Nova Brunswick           | 3,850       | 0,5%   | 4,870       | 0,7%   |
| Terranova i Labrador     | 840         | 0,2%   | 1,455       | 0,3%   |
| Territoris del Nord-oest | 175         | 0,5%   | 555         | 1,4%   |
| Illa del Príncep Eduard  | 370         | 0,3%   | 390         | 0,3%   |
| Nunavut                  | 65          | 0,3%   | 120         | 0,4%   |
| Yukon                    | 120         | 0,4%   | 100         | 0,3%   |
| Canada                   | 662,215     | 2.2%   | 945,665     | 2.9%   |

### Estats amb més proporció de afrocanadencs
Source: Cens del Canadà de 2011

Percentatge nacional: 2.9% (945,665)

#### Alberta
- Brooks (7,7%)
- Edmonton (3,8%)
- Calgary (2,9%)

#### Nova Escòcia
- Shelburn - 13,8%
- Digby (ciutat) - 8,4%
- Yarmouth (ciutat) - 7,8%
- Guysborough - 7,6%
- Digby (districte municipal) - 4,5%
- New Glasgow - 3,9%
- Truro - 3,9%
- Amhest - 3,9%
- Halifax - 3,6%

#### Ontario
- Ajax - 16%
- Brampton - 13,5%
- Pickering - 11,4%
- Toronto - 8,5%
- Mississauga - 6,3%
- Whitby - 6,2%
- Ottawa - 5,7%
- Windsor - 4,6%
- Milton - 3,3%
- Markham - 3,2%
- Oshawa - 3,2%
- Hamilton (ciutat) - 3,2%
- Kitchener - 3,1%

#### Quebec
- Mont-real - 9,1%
- Dollard-des-Ormeaux - 6,7%
- Châteauguay - 6,3%
- Laval - 6,2%
- Pincourt - 5,5%
- Longueuil - 4,6%
- Côte Saint-Luc - 4,4%
- Dorval - 4,3%
- Brossard - 4,2%

## Assentaments
Tot i que els negres del Canadà viuen en comunitats integrades amb les altres comunitats, hi ha moltes comunitats negres notables caracteritzades per una majoria de població afrodescendent.
Africville era l'assentament negre més famós i documentat del Canadà. Estava en un districte localitzat a la part més septentrional de Halifax, a Nova Escòcia però fou demolit a la dècada de 1960 per tal de facilitar l'expansió urbana de la ciutat. El barri de Hogan's Alley (Vancouver) fou demolit el 1970 i a l'actualitat només en resta una petita porció a Strathcona (Vacouver).
A Ontario, la Wilberforce Colony fou un assentament negre històric a on els seus habitants van evolucionar com colons negres que van anar marxant del poble i al final l'aldea fou dominada pels irlandesos de Lucan (Ontario). Saltspring Island fou poblada per primera vegada per colons afrodescendents.
Altres assentaments negres notables són North Preston, a Nova Escòcia, Priceville (Ontario), Shanty Bay (Ontario) i zones de Chatham-Kent (Ontario), South Buxton (Ontario), Dresden (Ontario), Maidstone (Saskatchewan), Eldo (Saskatchewan) i Amber Valley (Alberta). North Preston, en l'actualitat és on hi ha la concentració d'afrodescendents canadencs més alta del Canadà, la majoria dels quals provenen d'Africville.
Un dels barris urbans més famosos a on hi ha majoria de població negra és Little Burgundy, de Mont-real, que és considerada la llar del jazz canadenc degut a la seva associació amb la majoria dels músics més importants del jazz precursor del país. Altres barris en els quals hi ha percentatges de població negra destacats de Montreal són Côte-des-Neiges-Notre-Dame-de-Grâce, LaSalle, Pierrefonds-Roxboro i Montréal-Nord. La majoria dels quals hi viuen són originaris d'Haití.
El barri de Toronto en el qual hi viuen més afrodescendents és St. John's Ward, al nucli de la ciutat. York Township és un barri dels afores en el qual hi ha una població important d'afroamericans. El 1850 hi havia més de dotze negocis negres al llarg de King Street. El seu equivalent en l'actualitat és Little Jamaica, al llarg d'Eglinton Avenue, que és el carrer a on hi ha més negocis d'afrodescendents del Canadà.
Hi ha molts barris de Toronto que han estat associats tradicionalment amb els afrocanadencs tot i que tenen pobladors molt diversos com: Jane and Finch, Rexdale, Malvern, Weston, St. James Town i Lawrence Heights. Els seus suburbis de Brampton i Ajax també tenen índexs de pobladors afrodescendents importants que han rebut molta immigració a la primera dècada del segle xxi.

## Cultura
Els últims anys ha augmentat significativament la representació dels negres en els mitjans de comunicació en els últims anys. Existeixen sèries de televisió que estan centrades en protagonistes i comunitats afrodescendents: Drop the Beat, Lord Have Merci! i Da Kink in my Hair.
Les pel·lícules de Clement Virgo, Sudz Sutherland i Charles Officer es podrien considerar de cinema afrocanadenc. Les més notables són Love, Sex and Eating the Bones (Sutherland), Nurse. Fighter boy (Officer) i Rude i Love Come Down (Virgo).
A la literatura, Josiah Henson, George Elliott Clarke, Austin Clarke, Lawrence Hill, Dionne Brand i Dany Laferrière són els escriptors més notables, tot i que a l'última dècada del segle xx i a la primera del segle xxi han aparegut moltes figures emergents.
En el camp esportiu, hi ha moltes contribucions d'afrodescendents canadencs des de finals del segle xix. A Nova Escòcia s'hi va fundar en aquesta època la Coloured Hockey League. Hi ha hagut molts negres a les quatre lligues més importants d'Amèrica del Nord, els més destacats han estat: Ferguson Jenkins (bèisbol), Grant Fuhr (hoquei sobre gel), Jarome Iginla i Jamaal Magloire (bàsquet). Els atletes afrocanadencs més notables han estat: Harry Jerome, Donovan Bailey i Ben Johnson.
El Scotiabank Toronto Caribbean Carnival (o Caribana) és l'esdeveniment cultural afrocanadenc més important. És un festival anual dedicat a la cultura caribenya que atreu a un milió de participants cada any. La festa incorpora la diversitat dels afrocanadencs, ja siguin d'ascendència caribenya o africana.
La música afrocanadenca ha influenciat molt la música del Canadà. Els afrodescendents han creat molts gèneres musicals com el hip hop canadenc, el blues canadenc, el jazz canadenc, el R&B contemporani i la música caribenya del Canadà i molts dels seus artistes han estat importants en el pop i la música clàssica. Alguns dels primers músics afrocanadencs més destacats foren Robert Nathaniel Dett, Portia White, Oscar Peterson i Charlie Biddle. A més a més també cal destacar els músics i cantants: Dan Hill, Drake, Glenn Lewis, Tamia, Deborah Cox, Melanie Fiona i Kardinal Offishall.

Mentre la cultura afroamericana ha tingut una influència destacada en la cultura del Canadà, molts afrocanadencs i caribenys canadencs no creuen que la seva pròpia cultura és distintiva. El rapper Kardinall Offishall parla sobre el fet distintiu afrocanadenc en la seva cançó més destacada: 
| « | We don't say 'you know what I'm sayin', T dot says 'ya dun know' We don't say 'hey that's the breaks', we say 'yo, a so it go' We don't say 'you get one chance', We say 'you better rip the show'... Y'all talking about 'cuttin and hittin skins', We talkin bout 'beat dat face'... You cats is steady saying 'word', My cats is steady yellin 'zeen'... So when we singin about the girls we singin about the 'gyal dem' Y'all talkin about 'say that one more time', We talkin about 'yo, come again' Y'all talkin about 'that nigga's a punk', We talkin about 'that yout's a fosse'... A shoe is called a 'crep', A big party is a 'fete' Ya'll takin about 'watch where you goin!', We talkin about 'mind where you step!' | » |

Com que la producció cultural afrocanadenca pròpia és un fenomen relativament recent, l'anàlisi acadèmica, crítica i sociològica de la literatura, música, televisió i cinema afrocanadenc tendeix a centrar-se en com els creadors culturals participen activament en el procés de creació d'un espai cultural propi que és diferent tant de la cultura canadenca com de la cultura afroamericana estatunidenca. Per exemple, la pràctica totalitat de les sèries de televisió afrocanadenques fins a l'actualitat són comèdies o drames centrats en la creació o expansió d'una institució cultural o una institució negra.

## Racisme
L'enquesta Mundial dels Valors del 2013 feta comparant 80 països, el Canadà es va situar en la societat més tolerant del món. Tot i això, segons Statistics Canada, quan es va preguntar sobre el període entre 1998 i 2002 (estadístiques de 2003), un terç dels enquestats que es van identificar com negres van dir que havien estat objecte d'alguna forma de discriminació racial o injustícia "algunes vegades" o "sovint".
Al llarg del temps, la majoria de les causes de racisme contra els afrocanadencs han passat a Nova Escòcia, considerada com la "Mississipi del Nord". La província del Canadà Atlàntic continua la lluita contra el racisme amb una marxa anual per a reivindicar que s'acabi el racisme contra els afrodescendents.